# Parafia Nawiedzenia Najświętszej Maryi Panny w Paczółtowicach
Parafia Nawiedzenia Najświętszej Maryi Panny w Paczółtowicach – rzymskokatolicka parafia znajdująca się w archidiecezji krakowskiej, w dekanacie Krzeszowice, w Polsce.